# Ống kính Canon EF 14mm
EF 14mm f/2.8L USM là ống kinh góc cực rộng một tiêu cự được sản xuất bởi Canon, cũng là ống 1 tiêu cự góc rộng nhất trong các ống ngàm EF. VÌ ống này triệt tiêu hiện tượng méo hình, không gian không bị bẻ cong nên trường nhìn sẽ hẹp hơn ống mẳt cá 15mm. Do ống này là ống góc cực rộng nên thấu kính đầu sẽ lồi lên đáng kể, không thể lắp filter ở đầu ống, và sẽ dùng loại filter được gắn ở đuôi ống.
Ngày 20-8-2007, Canon công bố EF 14mm f/2.8L II USM, được ra mắt vào tháng 10 cùng năm nhằm thay thế cho phiên bản đầu tiên. Phiên bản II cải thiện độ sắc nét, triệt tiêu hiện tượng quang sai, khả năng lấy nét cận cảnh tốt hơn.
Tại Việt Nam (10-2016), ống này được bán với giá 42,5 triệu VNĐ nếu là hàng xách tay.

## Thông số kỹ thuật
| Thuộc tính               | f/2.8L USM                | f/2.8L II USM             |
| ------------------------ | ------------------------- | ------------------------- |
| Ảnh                      |                           |                           |
| Đặc điểm chính           |                           |                           |
| Tương thích full-frame   | Có                        | Có                        |
| Ổn định hình ảnh         | Không                     | Không                     |
| USM                      | Có, dạng vòng             | Có, dạng vòng             |
| STM                      | Không                     | Không                     |
| L-series                 | Có                        | Có                        |
| Macro                    | Không                     | Không                     |
| Dũ liệu kỹ thuật         |                           |                           |
| Chiều dài tiêu cự        | 14 mm                     | 14 mm                     |
| Khẩu độ tối đa/tối thiểu | f/2.8 / f/22              | f/2.8 / f/22              |
| Cấu trúc                 | 13 thấu kính / 10 nhóm    | 14 thấu kính / 11 nhóm    |
| Số lá khẩu               | 5                         | 6 (lá khẩu tròn)          |
| Khoảng lấy nét gần nhất  | 0.25m                     | 0.20m                     |
| Độ phóng đại tối đai     | 0.1 x                     | 0.1 x                     |
| Góc nhìn ngang           | 104 °                     | 104 °                     |
| Góc nhìn dọc             | 81 °                      | 81 °                      |
| Góc nhìn chéo            | 114 °                     | 114 °                     |
| Dữ liệu vật lý           |                           |                           |
| Khối lượng               | 560g                      | 645g                      |
| Đường kính tối đa        | 77mm                      | 80mm                      |
| Chiều dài                | 89mm                      | 94mm                      |
| Đường kính filter        | filter dẻo gắn ở đuôi ống | filter dẻo gắn ở đuôi ống |
| Phụ kiện                 |                           |                           |
| Túi mềm                  | LP1016                    | LP1016                    |
| Hood                     | Tích hợp                  | Tích hợp                  |
| Thông tin ra mắt         |                           |                           |
| Thời gian ra mắt         | Tháng 12-1991             | Tháng 9-2007              |
| Đang sản xuất?           | Không                     | Có                        |
| Giá khởi điểm US$        | 298,000 yen               | 307,000 yen / $2,885.41   |